# Johor
Johor (ejtsd: Dzsohor) Malajzia egyik állama, a Maláj-félsziget déli részén. 
Területe 19 210 km², lakossága 3,35 millió fő, népsűrűsége 174 fő/km² volt 2010-ben.
Székhelye Johor Bahru. 
Johor egyike az ország gazdaságilag legfejlettebb államainak. 
Főbb városai: 
| Helyezés | Város       | Népesség (agglomeráció) 2010-ben |
| -------- | ----------- | -------------------------------- |
| 1        | Johor Bahru | 1,334,188                        |
| 2        | Batu Pahat  | 401,902                          |
| 3        | Kluang      | 288,364                          |
| 4        | Kulaijaya   | 245,294                          |
| 5        | Muar        | 239,027                          |
| 6        | Kota Tinggi | 193,210                          |
| 7        | Segamat     | 182,985                          |
| 8        | Pontian     | 149,938                          |
| 9        | Ledang      | 131,890                          |
| 10       | Mersing     | 69,028                           |

## Fordítás
- Ez a szócikk részben vagy egészben  a   Johor című angol Wikipédia-szócikk fordításán alapul.  Az eredeti cikk szerkesztőit annak laptörténete sorolja fel. Ez a jelzés csupán a megfogalmazás eredetét és a szerzői jogokat jelzi, nem szolgál a cikkben szereplő információk forrásmegjelöléseként.